# 佐々紅華
佐々 紅華（さっさ こうか、1886年7月15日 - 1961年1月18日）は、日本の作曲家である。本名は佐々 一郎（さっさ いちろう）。作詞も行なった作品があり、歌劇の台本も書き、グラフィックデザイナーでもあった。

## 人物・来歴
1886年（明治19年）7月15日、東京府東京市下谷区根岸（現在の東京都台東区根岸）に生まれた。祖父は富山藩士、父の佐々高信は分家し、三井物産の社員となり1900年頃から周旋屋となった。紅華が4歳の時、一家で横浜市に転居、旧制・横浜小学校（1946年統合廃校）、旧制・神奈川第一中学校（現在の神奈川県立希望ヶ丘高等学校）を経て、浅草区蔵前にあった旧制・東京高等工業学校（現在の東京工業大学）工業図案科に進学した。同校の工業図案科は、1914年（大正3年）に廃止され、空白期ののち1921年（大正10年）に創立された東京高等工芸学校を経て、現在の千葉大学工学部デザイン学科に引き継がれた学科である。小学校時代からの音楽好きが嵩じてはじめは東京音楽学校（現在の東京芸術大学音楽学部）を受験したが、試験には受かったものの父親の意見で高工に行ったのだという。しかし、この時期の自身について紅華が晩年に地元紙に書いた、七代目松本幸四郎（1870年 - 1949年）についての記事がある。

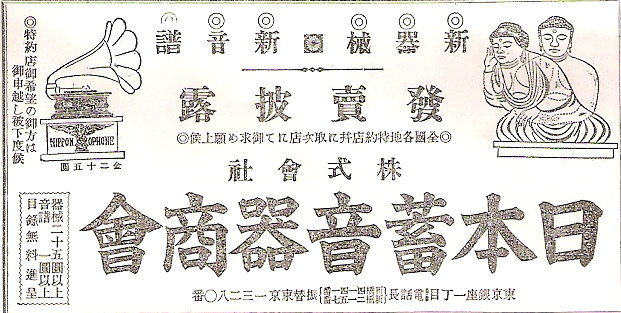
佐々による図案。日本蓄音器商会新聞広告（東京朝日新聞、1910年11月13日付）。

高工を卒業すると東京市内の印刷会社に就職、音楽への思いを断ち切れずにいたが、次に務めた日本蓄音器商会（ニッポノホン、現在の日本コロムビア）では図案室に入り、当時ビクターの商標であった、犬が蓄音器に耳を傾ける図案（ニッパー）に対抗し、耳に手をかざして蓄音器に聞き入る大仏のマークを作成、当時「大仏はそんなに耳が遠いのか」との評判が立ったという。これは日本蓄音器商会の商標となった。またレコードのポスター等のグラフィックデザイナーとしても頭角を現していった。音楽の面では、当時の雑誌の記事などを見ると、日本蓄音器商会の事務所を覗くと、ひたすら洋楽のレコードを聞きながら五線紙に写取る、紅華の姿が見て取れたという。
1913年（大正2年）には「茶目子の一日」「目無し達磨」「毬ちゃんの絵本」などの御伽歌劇の作詞・作曲をして、当時の山の手の上流階級に蓄音器を売ろうともくろんだ「童謡作家」、その後の1917年（大正6年）10月、石井漠（1886年 - 1962年）らとともに「東京歌劇座」を旗揚げ、自身の手によるミュージカル『カフェーの夜』を浅草公園六区の日本館で公演、「浅草オペラ」の嚆矢となる。1921年には、同年3月、奈良県生駒郡生駒町（現在の同県生駒市）に落成した生駒劇場に「生駒歌劇団」を結成、同年8月に第1回公演を行い、生駒歌劇技芸学校を創設したが、これには失敗し、同年10月には解散した。
1923年（大正12年）9月1日の関東大震災で浅草オペラが衰退すると、1929年（昭和4年）に日本ビクターに入社、同社では「君恋し」「祇園小唄」「浪花小唄」「唐人お吉」などをレコード化しヒット作をだす。特に当時の異色の歌手二村定一を採用したレコード吹き込みは、単なる「作曲家」としての紅華ではなく、「プロデューサー」としての才能を遺憾なく発揮、一世を風靡した時期であった。
その後、日本ビクターから日本コロムビアに移籍、今でも日本各地に残るご当地ソングのはしりとしての新民謡の「民謡作家」、映画音楽、舞踊小唄を作曲し、生涯に約2千曲を作曲したという。レコードだけでも記録に残るもので770曲ある。
1931年（昭和6年）、埼玉県大里郡寄居町寄居玉淀に数奇屋造りの新居を建築し始め、翌年から住み始める。「枕流荘」虚羽亭・京亭と号す。完成するまでに5年とも6年とも言われているが、実際はなお未完成である。京亭の設計図は紅華自ら引き、現場の監督までした。
1961年（昭和36年）1月18日、寄居の自宅で死去した。満74歳没。この年の暮れ、フランク永井によるリバイバル曲『君恋し』が第3回日本レコード大賞を受賞した。旧佐々邸である京亭は、佐々の没後、割烹旅館として営業を開始、佐々の養女・佐々靫江が女将を務め、2015年（平成27年）6月現在も営業を行っている。佐々の養女の夫は、映画監督・演出家の清島利典（1944年 - ）である。2011年（平成23年）末日をもって著作権法の定める著作権保護期間が満了したため、佐々の著作物は日本国内においてはパブリック・ドメインの状態にある。日本音楽著作権協会（JASRAC）も、2015年9月現在、すでに佐々の著作物の著作権は消滅したものとして取り扱っている。

## 作品
- 『目無し達磨』（お伽歌劇、1913年） - 作詞も
- 『茶目子の一日』（お伽歌劇、1913年） - 作詞も
- 『毬ちゃんの絵本』（お伽歌劇、1913年） - 作詞も
- 『カフェーの夜』（1917年10月） 
  - 挿入歌「コロッケの唄」（作詞・曲益田太郎冠者）
  - 挿入歌「おてくさん」（作詞益田太郎冠者） - 作曲
- 『ヘッベレケー』（富士山印東京れこをど、1917年） - 喜歌劇『ティッペラリー』の替作・作詞
- 『目無し達磨』（26676 / 1931年12月発売） - 作詞も
- 『さくら音頭』（作詞伊庭孝、歌唱赤坂小梅、27757 / 1934年4月発売）

以下、ビクターレーベル。『佐々紅華 作品発売レコード目録』（1928年 - 1960年）、IKR井上歌謡ライブラリー作成・佐々家保存リストによる。
- 『新銀座行進曲』（歌唱天野喜久代、50243 / 1928年4月発売） - 作詞も
- 『当世銀座節』（作詞西条八十、歌唱佐藤千夜子、50371 / 1928年7月発売）
- 『笑ひ薬』（歌唱二村定一、50494 / 1928年12月発売） - 作詞も
- 『平凡節』（作詞野口雨情、歌唱二村定一、50494 / 1928年12月発売）
- 『君恋し』（作詞時雨音羽、歌唱二村定一、50559 / 1929年1月発売）
- 『神田小唄』（作詞時雨音羽、歌唱二村定一、50677 / 1929年4月発売）
- 『君よさらば』（作詞時雨音羽、歌唱二村定一、50677 / 1929年4月発売）
- 『隣り横丁』（作詞時雨音羽、編曲井田一郎、歌唱二村定一、50680 / 1929年4月発売）
- 『ほがらかネ』（作詞時雨音羽、編曲井田一郎、歌唱二村定一、50680 / 1929年4月発売）
- 『茶目子の一日』（歌唱平井英子、50681 / 1929年4月発売） - 作詞も
- 『浪花小唄』（作詞時雨音羽、歌唱二村定一・藤本二三吉、50793 / 1929年6月発売）
- 『唐人お吉小唄 明烏編』（作詞西条八十、歌唱藤本二三吉、51093 / 1930年2月発売）
- 『恋の大島』（作詞島田芳文、歌唱藤本二三吉、27514 / 1933年7月発売）
- 『君恋し』（作詞時雨音羽、編曲寺岡真三、歌唱フランク永井、VS-537 / 1961年7月発売）

## フィルモグラフィ
東京国立近代美術館フィルムセンター（NFC）等の所蔵状況についても記す。
- 『君恋し』 : 監督川浪良太、製作マキノプロダクション御室撮影所、1929年3月8日公開 - 作曲
- 『神田小唄』 : 監督不明、出演岡田嘉子、製作不明、1929年公開（短篇映画） - 作曲[12]
- 『祇園小唄絵日傘 第一話 舞の袖』 : 監督金森万象、製作マキノプロダクション御室撮影所、1930年2月28日公開 - 作曲
- 『祇園小唄繪日傘 第二話 狸大尽』 : 監督金森万象、製作マキノプロダクション御室撮影所、1930年2月28日公開 - 作曲、NFCが8分の断片フィルムを所蔵[11]
- 『黒ニャゴ』 : 監督・作画大藤信郎、製作千代紙映画社、1929年完成・1931年1月公開（短篇映画） - 作曲、NFCが3分の上映用フィルムを所蔵[13]
- 『茶目子の一日』 : 監督西倉喜代治、製作映画製作社、1931年公開（短篇映画） - 作曲
- 『生さぬ仲』 : 監督成瀬巳喜男、製作松竹蒲田撮影所、1932年12月16日公開 - 『涙の球』『母の唄』作曲、NFCが94分の上映用フィルムを所蔵[11]
- 『さくら音頭』 : 監督五所平之助、製作松竹蒲田撮影所、1934年4月15日公開 - 作曲
- 『宵闇せまれば』 : 監督実相寺昭雄、製作プロダクション断層、1969年2月15日公開 - 作曲、NFCが43分の上映用フィルムを所蔵[11]

## 墓地
東京都台東区谷中・妙雲寺。同寺改築により墓所を移動したため、現在の墓は2代目である。

## 脚註
1. 1 2 3 4 5 6 7 8  佐々紅華、デジタル版 日本人名大辞典+Plus、コトバンク、2015年9月4日閲覧。
2. 1 2 3 4 5 6 7 8 9 10  佐々紅華、20世紀日本人名事典、コトバンク、2015年9月4日閲覧。
3. 1 2 3 4 5 6  寄居駅 浅草オペラ先導者の邸宅、朝日新聞、2015年6月4日付、2015年9月4日閲覧。
4. ↑  本家の佐々高柯は旧富山藩主前田伯爵家家扶
5. ↑  近代デザイン史に残る足跡、東京工業大学、2015年9月4日閲覧。
6. ↑  第3回日本レコード大賞、日本作曲家協会、2015年9月4日閲覧。
7. ↑  寄居町の京亭、埼玉S級グルメ提供店の認定証を上田知事から手渡される、寄居観光ナビ、2014年1月21日付、2015年9月4日閲覧。
8. ↑  清島利典、日本映画監督協会、2015年9月4日閲覧。
9. ↑  作品データベース検索サービス 検索結果、日本音楽著作権協会、2015年9月4日閲覧。
10. ↑  佐々紅華、日本映画データベース、2015年9月4日閲覧。
11. 1 2 3 4  佐々紅華、東京国立近代美術館フィルムセンター、2015年9月4日閲覧。
12. 1 2  佐々紅華、文化庁、2015年9月4日閲覧。
13. ↑  フィルムセンター所蔵の小型映画コレクション、郷田真理子、東京国立近代美術館フィルムセンター、2015年9月4日閲覧。